# Italská demokratická socialistická strana
Italská demokratická socialistická strana, (italsky Partito Socialista Democratico Italiano, zkratka PSDI) byla italská sociálně demokratická strana vzniklá v lednu 1947. Původní název strany zněl Socialistická strana italských pracujících (Partito Socialista dei Lavoratori Italiani, PSLI).
K vůdcům strany patřil Giuseppe Saragat, který byl v rozmezí let 1964 až 1971 prezidentem Itálie.
Až do roku 1994 PSDI samostatně získávala parlamentní zastoupení, nicméně dnes představuje marginální politický subjekt.

## Historie
Strana vznikla oddělením od Italské socialistické strany, která v období po druhé světové válce úzce spolupracovala s komunisty a v parlamentních volbách 1948 s nimi dokonce postavila společnou kandidátku (tzv. Lidovou demokratickou frontu). Giuseppe Saragat a skupina kolem něj nicméně prosazovala sociálně demokratickou orientaci italské demokratické levice. V roce 1948 získala PSLI přes 7 % hlasů, přičemž silné pozice získala na severu Itálie (přes 13 % hlasů).
Sociální demokraté, politicky představující levý střed, sehráli důležitou roli v napjaté situaci po roce 1948 a stali se součástí vlády spolu s křesťanskými demokraty, liberály a republikány.
Na začátku šedesátých let sehrála PSDI nelehký úkol "prostředníka" při jednáních mezi křesťanskými demokraty a Socialistickou stranou. Jejich úspěch vedl i k těsnému přimknutí mezi socialisty a sociálními demokraty. Jejich společná kandidátka získala v roce 1968 14,5 % hlasů ve volbách do sněmovny a 15,2 % hlasů ve volbách do senátu.
Sociální demokraté také opakovaně získali mandáty v evropském parlamentu (nejvíce 4 v roce 1979).
Po výrazných změnách v italském politickém uspořádání v první polovině 90. let PSDI ztratila pozici ustálené politické strany. Hledání nové orientace vedlo k odchodu frakcí i bývalých předních představitelů.
Od roku 1996 nepostavila celorepublikově samostatnou kandidátku, její zástupci se ale objevili na listinách Demokratické strany levice (1996, 1 mandát pro PSDI) a koalice Olivovník (2006, znovu 1 mandát pro PSDI).
PSDI si udržela pouze část svých pozic v lokální politice, v roce 2005 například získala v regionálních volbách v Apulii v rámci koalice s dvěma malými stranami 2,2 % hlasů a jeden mandát.
Pro volby v roce 2008 zamýšlela PSDI zapojení se do koalice Unie středu, kterou dále tvořily malé křesťanské strany odmítající pohlcení a marginalizaci křesťanskodemokratickho proudu jak levící, tak pravicí, nicméně svůj záměr neuskutečnila. Namísto toho vydalo vedení strany prohlášení, ve kterém vyzývalo k volbě stran stavějících se proti systému dvou stran (tj. proti pouze jedné straně na levici a na pravici). Některé lokální organizace podpořily volbu Socialistické strany nebo koalice Levice - duha. Po volbách opět navázalo vedení strany jednání s Unií středu o možném zapojení PSDI do koalice.
PSDI není zastoupena ani v Socialistické internacionále, ani v žádné evropské politické straně.

## Volební výsledky

### Poslanecká sněmovna
| Volby | Hlasy           | Hlasy           | Mandáty | Mandáty | Pozice | Postavení |
| Volby | Abs.            | %               | Abs.    | ±       | Pozice | Postavení |
| ----- | --------------- | --------------- | ------- | ------- | ------ | --------- |
| 1948  | Součást US      | Součást US      | 31/574  | ▲31     | ▲3.    | Vláda     |
| 1953  | 1 222 957       | 4.5             | 14/590  | ▼17     | ▼6.    | Vláda     |
| 1958  | 1 345 447       | 4.6             | 22/596  | ▲8      | ▲5.    | Vláda     |
| 1963  | 1 876 271       | 6.1             | 33/630  | ▲11     | ▬5.    | Vláda     |
| 1968  | v koalici s PSI | v koalici s PSI | 29/630  | ▼4      | ▬5.    | Vláda     |
| 1972  | 1 718 142       | 5.1             | 29/630  | ▬0      | ▬5.    | Vláda     |
| 1976  | 1 239 492       | 3.4             | 29/630  | ▬0      | ▬5.    | Vláda     |
| 1979  | 1 407 535       | 3.8             | 29/630  | ▬0      | ▬5.    | Vláda     |
| 1983  | 1 508 234       | 4.9             | 23/630  | ▼6      | ▼6.    | Vláda     |
| 1987  | 1 140 209       | 3.0             | 17/630  | ▼6      | ▬6.    | Vláda     |
| 1992  | 1 066 672       | 2.7             | 16/630  | ▼1      | ▼10.   | Vláda     |
| 1994  | 179 495         | 0.5             | 0/630   | ▼16     | ▼14.   | –         |